# Breno Caldas
Breno Alcaraz Caldas (Porto Alegre, 3 de julho de 1910 —  Porto Alegre, 10 de setembro de 1989) foi um jornalista brasileiro. Assumiu a direção da Companhia Jornalística Caldas Júnior em 18 de dezembro de 1935, nela permanecendo por cinquenta anos, até a sua venda em 1986.
Era filho do fundador Caldas Júnior, que morreu prematuramente. Com a morte do fundador, a companhia passou por dificuldades econômicas, que só cessaram em 1935, quando Breno Caldas assumiu a empresa.
Teve grande atuação na equinocultura do Rio Grande do Sul, fundando o Haras do Arado, no distrito de Belém Novo, em Porto Alegre. A criação de cavalo puro-sangue inglês de corrida (PSI) tomou grande impulso com a importação do reprodutor Elpenor, vencedor da Ascot Gold Cup de 1954, em cuja descendência encontram-se grandes corredores de pista de areia do turfe brasileiro, como El Asteróide. Também com pedigrees consagrados, importou o francês Estoc, pai do invicto Estensoro e da crack Estupenda e o argentino Profundo ganhador da Polla de potrillos de Palermo, com invejável linhagem materna, além do vencedor do Derby Irlandes, Dark Warrior, excelente avô materno.